# Кубок мира по волейболу среди мужчин 2003
10-й розыгрыш Кубка мира по волейболу среди мужчин прошёл с 16 по 30 ноября 2003 года в шести городах Японии с участием 12 национальных сборных команд. Обладателем Кубка впервые в своей истории стала сборная Бразилии.

## Команды-участницы
Япония — страна-организатор;
Италия, Франция — по итогам чемпионата Европы 2003;
Южная Корея, Китай — по итогам чемпионата Азии 2003;
США, Канада — по итогам чемпионата Северной, Центральной Америки и Карибского бассейна 2003;
Бразилия, Венесуэла — по итогам чемпионата Южной Америки 2003;
Тунис — по итогам чемпионата Африки 2003;
Сербия и Черногория, Египет — по приглашению ФИВБ.

## Система проведения
12 команд-участниц розыгрыша Кубка мира провели однокруговой турнир, по результатам которого определены итоговые места.

## Результаты
| М  | Команда             | 1   | 2   | 3   | 4   | 5   | 6   | 7   | 8   | 9   | 10  | 11  | 12  | И  | В  | П  | С/П   | О  |
| -- | ------------------- | --- | --- | --- | --- | --- | --- | --- | --- | --- | --- | --- | --- | -- | -- | -- | ----- | -- |
| 1  | Бразилия            |     | 3:1 | 3:1 | 3:0 | 3:1 | 3:0 | 3:0 | 3:0 | 3:0 | 3:1 | 3:0 | 3:0 | 11 | 11 | 0  | 33:4  | 22 |
| 2  | Италия              | 1:3 |     | 1:3 | 3:0 | 3:0 | 3:1 | 3:0 | 3:0 | 3:1 | 3:0 | 3:0 | 3:0 | 11 | 9  | 2  | 29:8  | 20 |
| 3  | Сербия и Черногория | 1:3 | 3:1 |     | 3:0 | 1:3 | 3:0 | 3:1 | 3:0 | 3:1 | 3:0 | 3:0 | 3:1 | 11 | 9  | 2  | 29:10 | 20 |
| 4  | США                 | 0:3 | 0:3 | 0:3 |     | 3:1 | 3:0 | 3:0 | 3:0 | 3:1 | 3:1 | 3:0 | 3:1 | 11 | 8  | 3  | 24:13 | 19 |
| 5  | Франция             | 1:3 | 0:3 | 3:1 | 1:3 |     | 1:3 | 3:0 | 3:0 | 3:0 | 3:1 | 3:2 | 3:0 | 11 | 7  | 4  | 24:16 | 18 |
| 6  | Южная Корея         | 0:3 | 1:3 | 0:3 | 0:3 | 3:1 |     | 2:3 | 3:1 | 3:0 | 3:0 | 3:0 | 2:3 | 11 | 5  | 6  | 20:20 | 16 |
| 7  | Канада              | 0:3 | 0:3 | 1:3 | 0:3 | 0:3 | 3:2 |     | 3:1 | 2:3 | 3:2 | 3:0 | 3:0 | 11 | 5  | 6  | 18:23 | 16 |
| 8  | Венесуэла           | 0:3 | 0:3 | 0:3 | 0:3 | 0:3 | 1:3 | 1:3 |     | 3:0 | 3:1 | 3:0 | 3:1 | 11 | 4  | 7  | 14:23 | 15 |
| 9  | Япония              | 0:3 | 1:3 | 1:3 | 1:3 | 0:3 | 0:3 | 3:2 | 0:3 |     | 3:1 | 2:3 | 3:0 | 11 | 3  | 8  | 14:27 | 14 |
| 10 | Китай               | 1:3 | 0:3 | 0:3 | 1:3 | 1:3 | 0:3 | 2:3 | 1:3 | 1:3 |     | 3:1 | 3:0 | 11 | 2  | 9  | 13:28 | 13 |
| 11 | Тунис               | 0:3 | 0:3 | 0:3 | 0:3 | 2:3 | 0:3 | 0:3 | 0:3 | 3:2 | 1:3 |     | 3:1 | 11 | 2  | 9  | 9:30  | 13 |
| 12 | Египет              | 0:3 | 0:3 | 1:3 | 1:3 | 0:3 | 3:2 | 0:3 | 1:3 | 0:3 | 0:3 | 1:3 |     | 11 | 1  | 10 | 7:32  | 12 |

16 ноября
Токио
Сербия и Черногория — Китай 3:0 (25:16, 25:16, 26:24); США — Канада 3:0 (25:17, 25:17, 25:17); Япония — Египет 3:0 (25:20, 25:17, 25:23).
Нагано
Италия — Тунис 3:0 (25:16, 25:13, 25:23); Франция — Венесуэла 3:0 (25:23, 25:21, 25:21); Бразилия — Южная Корея 3:0 (25:21, 25:19, 25:17).
17 ноября
Токио
Канада — Египет 3:0 (25:22, 25:16, 25:20); Сербия и Черногория — США 3:0 (26:24, 25:21, 25:22); Япония — Китай 3:1 (23:25, 25:21, 25:18, 25:20).
Нагано
Южная Корея — Тунис 3:0 (25:19, 25:20, 28:26); Италия — Венесуэла 3:0 (25:21, 25:15, 25:15); Бразилия — Франция 3:1 (24:26, 25:21, 25:20, 25:22).
18 ноября
Токио
США — Китай 3:1 (23:25, 25:20, 25:20, 25:19); Сербия и Черногория — Египет 3:1 (28:30, 25:18, 25:21, 25:12); Япония — Канада 3:2 (25:21, 25:16, 25:27, 20:25, 15:13).
Нагано
Бразилия — Венесуэла 3:0 (25:19, 25:16, 25:20); Франция — Тунис 3:2 (23:25, 23:25, 25:18, 25:21, 18:16); Италия — Южная Корея 3:1 (25:18, 21:25, 25:18, 25:21).
20 ноября
Хиросима
Сербия и Черногория — Канада 3:1 (25:14, 23:25, 25:20, 26:24); Китай — Египет 3:0 (25:22, 25:22, 31:29); США — Япония 3:1 (19:25, 25:14, 25:23, 25:19).
Хамамацу
Южная Корея — Франция 3:1 (20:25, 25:23, 25:23, 25:21); Венесуэла — Тунис 3:0 (25:23, 25:21, 25:22); Бразилия — Италия 3:1 (25:18, 26:24, 20:25, 25:22).
21 ноября
Хиросима
США — Египет 3:1 (25:22, 25:19, 22:25, 25:14); Канада — Китай 3:2 (25:23, 24:26, 34:36, 25:22, 15:13); Сербия и Черногория — Япония 3:1 (21:25, 25:18, 25:22, 25:20).
Хамамацу
Италия — Франция 3:0 (25:22, 26:24, 25:20); Южная Корея — Венесуэла 3:1 (25:21, 25:22, 23:25, 26:24); Бразилия — Тунис 3:0 (25:17, 25:16, 25:11).
23 ноября
Фукуока
США — Тунис 3:0 (25:13, 25:17, 25:22); Сербия и Черногория — Южная Корея 3:0 (27:25, 25:20, 26:24); Венесуэла — Япония 3:0 (25:20, 25:18, 25:23).
Окаяма
Италия — Канада 3:0 (25:22, 25:19, 25:20); Бразилия — Китай 3:1 (25:21, 25:20, 23:25, 25:18); Франция — Египет 3:0 (25:15, 25:23, 25:15).
24 ноября
Фукуока
США — Южная Корея 3:0 (25:20, 25:20, 25:17); Сербия и Черногория — Венесуэла 3:0 (25:23, 25:22, 25:18); Тунис — Япония 3:2 (23:25, 22:25, 25:22, 25:21, 15:10).
Окаяма
Бразилия — Канада 3:0 (25:13, 25:17, 25:14); Италия — Египет 3:0 (25:16, 25:16, 25:17); Франция — Китай 3:1 (25:16, 25:14, 24:26, 25:19).
25 ноября
Фукуока
Сербия и Черногория — Тунис 3:0 (25:16, 25:14, 25:21); США — Венесуэла 3:0 (28:26, 25:16, 25:23); Южная Корея — Япония 3:0 (25:22, 25:13, 25:23).
Окаяма
Италия — Китай 3:0 (25:15, 25:15, 25:20); Бразилия — Египет 3:0 (25:20, 25:20, 25:13); Франция — Канада 3:0 (25:19, 25:20, 25:16).
28 ноября
Токио
Италия — США 3:0 (25:12, 29:27, 25:22); Бразилия — Сербия и Черногория 3:1 (23:25, 25:21, 25:21, 25:21); Франция — Япония 3:0 (25:23, 25:18, 25:21).
Венесуэла — Китай 3:1 (23:25, 25:22, 28:26, 25:20); Канада — Тунис 3:0 (25:23, 25:20, 25:20); Египет — Южная Корея 3:2 (25:20, 21:25, 18:25, 25:23, 15:11).
29 ноября
Токио
Бразилия — США 3:0 (25:20, 25:21, 25:23); Франция — Сербия и Черногория 3:1 (25:18, 25:22, 21:25, 25:19); Италия — Япония 3:1 (25:21, 25:27, 27:25, 25:20).
Канада — Венесуэла 3:1 (25:21, 23:25, 25:20, 25:21); Тунис — Египет 3:1 (25:20, 25:19, 23:25, 25:16); Южная Корея — Китай 3:0 (25:19, 25:21, 26:24).
30 ноября
Токио
Сербия и Черногория — Италия 3:1 (25:18, 21:25, 30:28, 25:22); США — Франция 3:1 (25:19, 20:25, 26:24, 28:26); Бразилия — Япония 3:0 (25:17, 25:20, 25:16).
Венесуэла — Египет 3:1 (31:29, 25:23, 22:25, 25:21); Китай — Тунис 3:1 (25:17, 24:26, 27:25, 31:29); Канада — Южная Корея 3:2 (28:30, 26:24, 20:25, 27:25, 15:13).

## Итоги

### Положение команд

Мужская сборная Бразилии — обладатель Кубка мира 2003 года

| Бразилия            | 7. Канада    |
| Италия              | 8. Венесуэла |
| Сербия и Черногория | 9. Япония    |
| 4. США              | 10. Китай    |
| 5. Франция          | 11. Тунис    |
| 6. Южная Корея      | 12. Египет   |

### Призёры
Бразилия: Джоване Гавио, Андре Эллер, Маурисио Лима, Жилберто Годой Фильо (Жиба), Андре Луис да Силва Насименто (Андре), Сержио Дутра Сантус, Андерсон Родригес, Налберт Битенкурт, Густаво, Родриго Сантана (Родриган), Рикардо Гарсиа, Данте Амарал. Главный тренер — Бернардо Резенде.
  Италия: Луиджи Мастранджело, Марко Меони, Валерио Вермильо, Самуэле Папи, Андреа Сарторетти, Альберто Чизолла, Лука Тенкати, Дамиано Пиппи, Андреа Джани, Франческо Бирибанти, Паоло Коцци, Матей Чернич. Главный тренер — Джанпаоло Монтали.
  Сербия и Черногория: Горан Марич, Боян Янич, Слободан Бошкан, Васа Мийич, Никола Грбич, Владимир Грбич, Новица Бьелица, Андрия Герич, Горан Вуевич, Иван Милькович, Иван Илич, Игор Вушурович. Главный тренер — Любомир Травица.

### Индивидуальные призы
MVP:  Такахиро Ямамото
Лучший нападающий:  Джоване Гавио
Лучший блокирующий:  Андрия Герич
Лучший на подаче:  Андреа Сарторетти
Лучший связующий:  Никола Грбич
Лучший либеро:  Сержио Дутра Сантус
Самый результативный:  Такахиро Ямамото

### Олимпийская квалификация
Призёры розыгрыша Кубка мира (Бразилия, Италия, Сербия и Черногория) получили путёвки на Олимпийские игры 2004 года.